# Kanton Homberg
Der Kanton Homberg war eine Verwaltungseinheit im Distrikt Hersfeld des Departements der Werra im napoleonischen Königreich Westphalen. Hauptort des Kantons und Sitz des Friedensgerichts war die Stadt Homberg (Efze) im heutigen Schwalm-Eder-Kreis. Der Kanton umfasste 22 Dörfer und Weiler und eine Stadt, hatte 7.177 Einwohner und eine Fläche von 2,13 Quadratmeilen.
Zum Kanton gehörten die Ortschaften:
- Stadt Homberg, mit dem Hospital St. Georg
- Lendorf, Hebel, Falkenberg mit Rockshausen
- Mardorf, Mühlhausen und Lembach
- Freudenthal und Roppershain
- Caßdorf, Sauerburg und Berge
- Dickershausen und Mörshausen
- Berndshausen und Welferode
- Holzhausen, Remsfeld und Relbehausen
- Sipperhausen mit Hombergshausen und Bubenrode